# ديفيد هو
ديفيد هو (بالإنجليزية: David Ho)‏ مواليد 3 نوفمبر 1952 في تاي شانغ، هو عالم أمريكي تايواني وباحث في نقص المناعة الإيدز، ساهم في فهم ومعالجة العدوى في بفيروس نقص المناعة البشرية، وهو المدير العلمي والتنفيذي لمركز آرون دياموند لأبحاث الايدز وأستاذ في جامعة روكفلر في مدينة نيويورك.

## روابط خارجية
- ديفيد هو على موقع مونزينجر (الألمانية)
- ديفيد هو على موقع إن إن دي بي (الإنجليزية)